# Kent-Olle Johansson
Kent-Olle Johansson (Suecia, 18 de noviembre de 1960) es un deportista sueco retirado especialista en lucha grecorromana donde llegó a ser subcampeón olímpico en Los Ángeles 1984.

## Carrera deportiva
En los Juegos Olímpicos de 1984 celebrados en Los Ángeles ganó la medalla de plata en lucha grecorromana de pesos de hasta 62 kg, tras el luchador surcoreano Kim Weon-Kee (oro) y por delante del suizo Hugo Dietsche (bronce).